# The Beatles в Гамбурге

Группа The Beatles в Гамбурге (ФРГ), слева направо: Пит Бест, Джордж Харрисон, Джон Леннон, Пол Маккартни и Стюарт Сатклифф

Музыканты оригинального состава The Beatles: Джон Леннон, Пол Маккартни, Джордж Харрисон, Стюарт Сатклифф и Пит Бест — на регулярной основе выступали в различных клубах Гамбурга (Западная Германия) в период с августа 1960 по декабрь 1962 года; на этом этапе своей карьеры британский коллектив оттачивал исполнительское мастерство и зарабатывал себе репутацию в музыкальном бизнесе, что повлекло за собой выпуск их первой записи, которая привлекла внимание Брайана Эпстайна — будущего музыкального менеджера группы.
Концертный промоутер Аллан Уильямс решил отправить The Beatles в Гамбург из-за большой популярности другого ливерпульского коллектива, которым он руководил, Derry and the Seniors, у местной публики. Бест присоединился к The Beatles практически в последний момент — за несколько дней до отъезда, так как на тот момент у них не было постоянного барабанщика, а по договору музыкантов должно было быть пятеро. Однако меньше чем через полгода контракт с The Beatles был расторгнут из-за того, что группа выступила в конкурирующем клубе, Харрисон был депортирован из страны, потому что работал будучи несовершеннолетним, а Бест и Маккартни были арестованы и депортированы за попытку поджога. Тем не менее, вскоре музыканты вновь вернулись в Гамбург, где проработали ещё некоторое время.
Во время пребывания в Западной Германии The Beatles познакомились с Астрид Кирхгерр, которая сыграла важную роль в появлении у группы знаменитых «битловских причёсок». В свою очередь, во время пребывания в Гамбурге Сатклифф решил покинуть The Beatles, чтобы продолжить учёбу. В апреле 1962 года, менее чем через год после своего ухода из группы, он умер от кровоизлияния в мозг.

## Гамбург в начале 1960-х
В первой половине XX-века Гамбург считался главным морским портом Германии, четвёртым по величине в мире, однако, в 1943 году он почти целиком был разрушен бомбардировками. Тем не менее, к 1960 году, когда The Beatles прибыли в Германию, Гамбург был практически восстановлен из руин Второй мировой войны, зарекомендовав себя по всей Европе как криминальное и порочное место. В отличие от экономически депрессивного послевоенного Ливерпуля, Гамбург был богатым городом.

### Отъезд из Ливерпуля

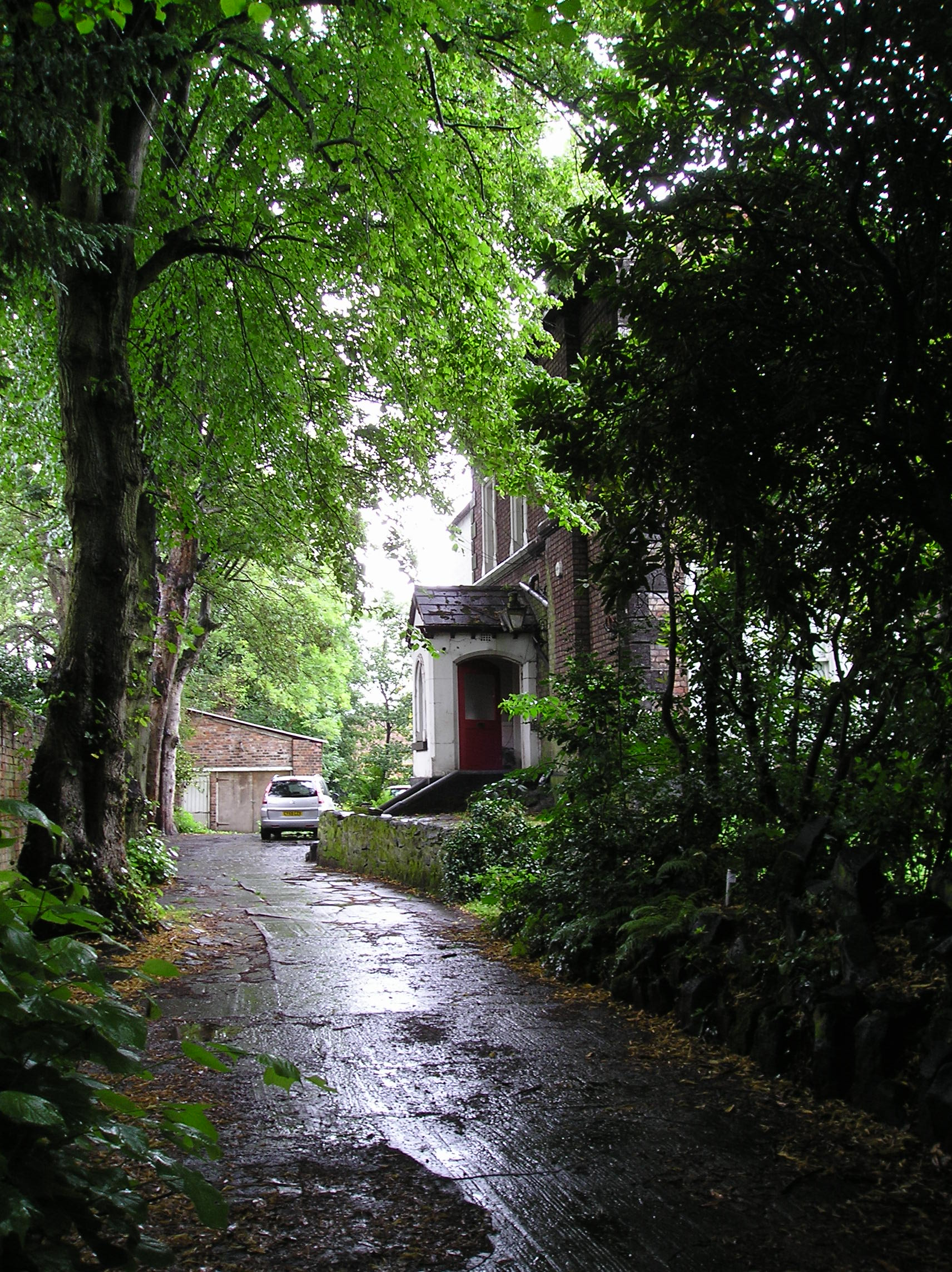
«The Casbah» клуб матери Пита Беста, в котором начинали выступать The Beatles до поездки в Гамбург

В начале 1960-х Аллан Уильямс, 29-летний бизнесмен из Ливерпуля, отправил группу Derry and the Seniors (позже известную как Howie Casey and the Seniors) на серию концертов в Гамбург. После тёплого приёма коллектива местной публикой, менеджер решил отправить туда ещё один британский ансамбль. Сначала он рассматривал Rory Storm and the Hurricanes, но Сторм и его группа предпочли для выступлений лагерь отдыха Butlins и отказались от его предложения, как и ещё один коллектив — Gerry & The Pacemakers. Уильямс знал The Beatles по ливерпульскому музыкальному сообществу и на тот момент числился их концертным промоутером — после того как они выступили в его клубе «Jacaranda» в мае 1960 года, поэтому и предложил музыкантам подзаработать. Он отправил коллектив в Германию, подписав соглашение с владельцем гамбургского клуба «Indra» Бруно Кошмидером на один концертный сезон, который должен был стартовать 12 августа 1960 года, позже отмечая, что он на тот момент не был впечатлён The Beatles в плане музыкального мастерства и надеялся найти лучший ансамбль, чтобы вскоре заменить их.
Поскольку тогда в группе не было постоянного барабанщика, Маккартни искал кандидатов эту должность, однако поиск затруднялся малым количеством музыкантов данного амплуа. Их можно было «по пальцам пересчитать», вспоминал впоследствии Леннон, что было связано с дороговизной ударной аппаратуры. Харрисон был на одном из выступлений Беста с группой Black Jacks в клубе «The Casbah Coffee Club» (которым управляла его мать Мона Бест); когда перед музыкантами возникла дилемма срочного поиска барабанщика, он вспомнил про Пита. Бест считался стабильным ударником, который мог подолгу держать один и тот же ритм и был известен в Ливерпуле как «заурядный, угрюмый и великолепный» — так называли его поклонницы, что убедило Маккартни в уместности его кандидатуры. После того как Black Jacks распались, Маккартни пригласил Беста поехать с ними в Гамбург, посулив ему заработок — 15 фунтов в неделю. У Беста была возможность поступить в педагогический колледж, так как он успешно сдал школьные экзамены, в отличие от Леннона, Маккартни и Харрисона, которые провалили бо́льшую их часть, однако музыкант решил, что присоединиться к The Beatles будет более выгодным карьерным ходом.
Санкт-Паули, где располагался клуб «Indra», был известен как район, где подрабатывали проститутки, и считался опасным местом для простых обывателей. Отец Маккартни, Джим Маккартни, поначалу не хотел отпускать своего сына-подростка в Гамбург, однако смягчился после визита Уильямса, который сказал ему, что «ему не о чем беспокоиться». Тётя Леннона, Мими Смит, также была против отъезда Джона в Германию, желая, чтобы он продолжил учёбу, тем не менее музыкант успокоил её, завысив сумму своего будущего гонорара. 15 августа 1960 года Бест прошёл прослушивание в клубе «Jacaranda» и на следующий день отправился в Гамбург в качестве полноценного члена The Beatles. Позже Уильямс признавался, что в прослушивании Беста не было необходимости, так как у них всё равно не было других кандидатов, готовых поехать в Германию, однако они ничего не сказали Питу, так как боялись, что из-за этого он может завысить свою долю. Группа должна была получать около 100 фунтов в неделю, что было намного больше, чем платили промоутеры в Ливерпуле. Уильямс перевёз музыкантов и их оборудование на своём микроавтобусе Austin J4 — 16 августа 1960 года он был погружён на паром в Харидже, который вскоре прибыл в роттердамский Хук-ван-Холланд.
Помимо всех пятерых «Битлов» и Уильямса, в микроавтобусе находились его жена Берилл, её брат Барри Чанг и «Лорд Вудбайн» («Лорд Вудбайн» и Уильямс управляли ливерпульским стрип-клубом под названием «New Cabaret Artistes» — Леннон, Маккартни, Харрисон и Сатклифф выступали там в июле 1960 года, исполнив мелодию песни «Janice the Stripper»), а также с Георг Стернер (переводчик Кошмидера и будущий официант) — в общей сложности десять человек, за счёт чего путешествие было некомфортным и потенциально опасным для всех находившихся в транспорте. Поскольку Уильямс не получил разрешения на работу в Германии, пассажиры были задержаны на границе, в Харидже, на пять часов. Тем не менее, он смог убедить таможенников, что они были студентами, путешествующими на каникулах, а разрешение на работу было получено через некоторое время после их приезда в Гамбург.

## Гамбургские клубы
В начале 1960-х гамбургская музыкальная сцена была сосредоточена вокруг нескольких популярных клубов: «Kaiserkeller», «The Top Ten», «Star-Club», «Beer-Shop», «Mambo», «Holle», «Wagabond» и «The Pacific Hotel», а также менее популярных заведений: «Grannies», «The Ice Cream Shop», «Chugs» и «Sacha’s». Бульвары Репербан и Гроссе Фрайхайт были украшены неоновыми огнями и постерами, рекламирующими клубных звёзд. В каждом клубе был швейцар, чья работа заключалась в том, чтобы зазывать клиентов внутрь, так как напитки стоили довольно дорого (как правило предлагали грушевый сидр марки «Babycham» и несколько видов разбавленного пива). Клиенты, которые не хотели или не могли себе позволить оплатить счёт, зачастую подвергались жестоким избиениям, после чего их вышвыривали из заведения.

### «The Indra» и «Kaiserkeller»

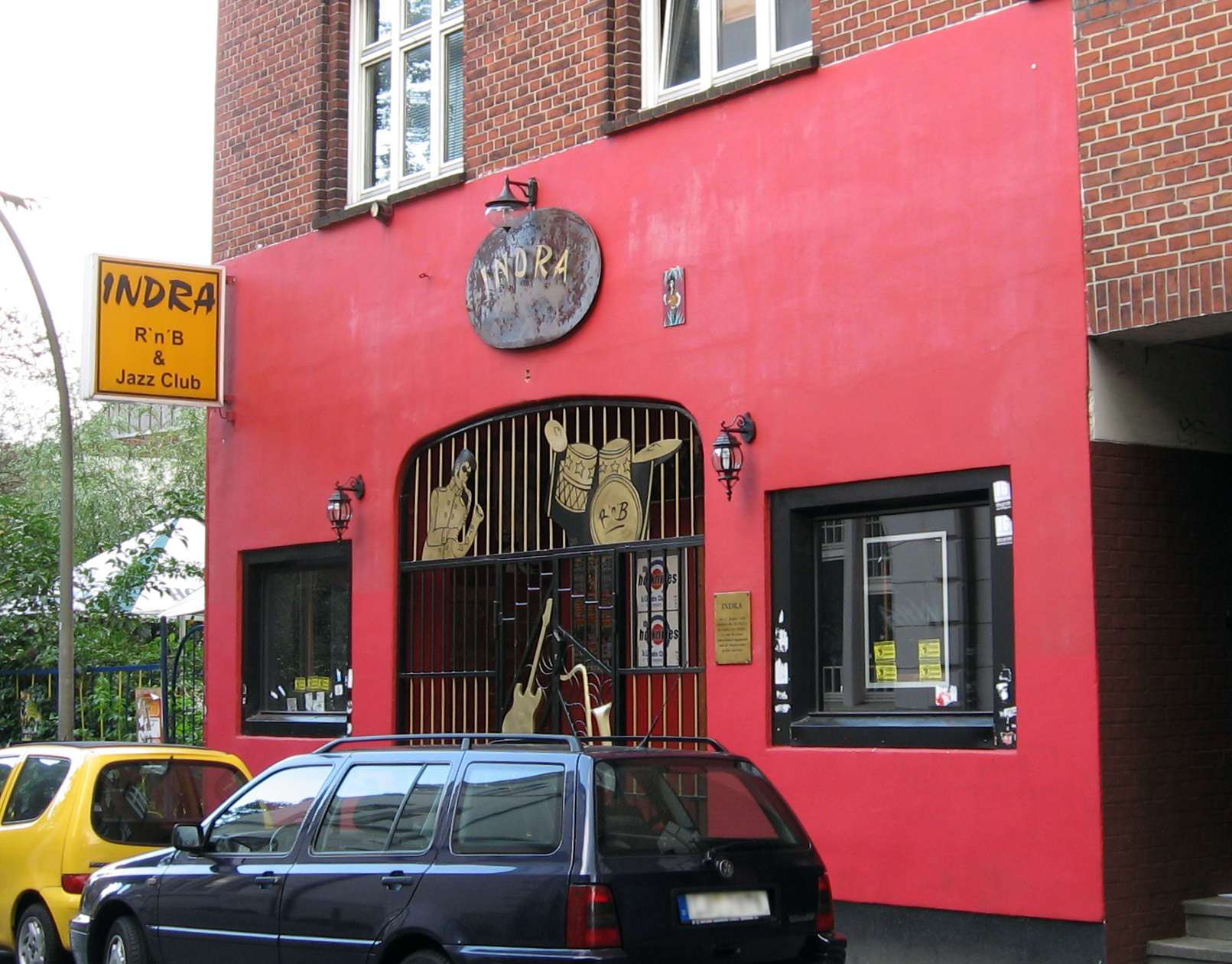
«The Indra» — первый клуб, где начали выступать The Beatles, приехав работать в Германию (2007 год)

The Beatles приехали в Гамбург ранним утром 17 августа 1960 года, без труда разыскав район Санкт-Паули из-за его дурной славы среди местного населения. Клуб «The Indra» (находившийся по адресу Гроссе Фрайхайт, дом 64) был закрыт, однако музыкантам помог менеджер соседнего заведения — разыскав человека, который открыл дверь, после чего группа улеглась спать прямо на красных кожаных сиденьях, расположенных в альковах. The Beatles выступили в клубе той же ночью, затем отправившись ночевать в маленькую кладовую кинотеатра «The Bambi Kino» (Пауль-Роозен-штрассе дом 33), помещение которой было холодным и находилось в очень плохом состоянии.
Впоследствии Маккартни говорил: «Мы жили за кулисами в кинотеатре „The Bambi Kino“, рядом с туалетами, вонь которых ощущали постоянно. Нас поселили в старой кладовой, где были только бетонные стены и больше ничего. Ни отопления, ни обоев, ни мазка краски, две двухъярусные койки, как в лагере, и несколько одеял — Юнион Джеком. Мы сильно мёрзли». В свою очередь, Леннон вспоминал: «Нас поселили в настоящем свинарнике, в задрипанной киношке. Мы жили не то в туалете, не то рядом с женским туалетом. Спать мы ложились поздно, а на следующий день нас будил шум утреннего киносеанса… Мы просыпались и слышали, как за стенкой мочатся старые немецкие фрау». После пробуждения группа была вынуждена использовать холодную воду из писсуаров для того чтобы умыться и побриться. The Beatles платили по 2,50 фунтов ежедневно, группа выступала семь дней в неделю: с 8:30 до 9:30, с 10 до 11, с 11:30 до 12:30, и заканчивала вечер сетом с 1 до 2 ночи. Местная публика считала название группы комичным, так как на немецком языке с «Beatles» было созвучно со словом «Piedel» (во множественном числе — /ˈpiː·dəls/), которое означало маленький детский пенис.
Харрисон запомнил Репербан и Гроссе Фрайхайт как лучшее, что до этого видела группа, так как эти улицы были наполнены неоновыми огнями, клубами и ресторанами, отмечая: «Все вокруг буквально кишело трансвеститами, проститутками и гангстерами, но среди слушателей их не было… В Гамбурге мы перестали чувствовать себя учениками, мы научились выступать перед публикой». Группа запомнила «The Indra» как угрюмое место, аудитория которого, как правило, составляла всего несколько туристов, а помещение было завешано тяжёлыми, старыми, красными шторами, что придавало его антуражу потрёпанный вид по сравнению с большим и красивым «Kaiserkeller», клубом, владельцем которого также был Кошмидер и который располагался неподалёку — по адресу Гроссе Фрайхайт дом 36. После закрытия «The Indra» из-за жалоб на шум The Beatles стали выступать в «Kaiserkeller», начиная с 4 октября 1960 года.

#### Выступления
«Я встретился с The Beatles, когда мы выступали в Германии. Мы видели их и в Ливерпуле, но в то время они представляли собой маленькую, ничем не примечательную, только что возникшую группу. Сказать по правдe, их нельзя было назвать даже группой».
График выступлений группы в «Kaiserkeller» остался таким же, как и в «The Indra». Леннон вспоминал: «Мы должны были играть часами напролёт. Каждая песня длилась двадцать минут и имела по двадцать соло. Вот что улучшило [нашу] игру. Копировать было не у кого. Мы играли то, что нам нравилось больше всего, и немцам это нравилось, пока было громко». The Beatles привыкли просто стоять на месте, когда выступали в Ливерпуле, но Кошмидер выходил на сцену и громко кричал: «Mach schau, mach schau!» («сделайте [шоу]» или, более идиоматично, «устройте шоу»). По словам Харрсиона, это побудило Леннона «танцевать, как горилла, и все мы стукались головами друг о друга». Поскольку Бест был единственным, кто изучал немецкий язык в школе (на общем уровне), он мог общаться с Кошмидером и клиентами лучше других членов группы, в связи с чем его приглашали спеть специальный номер под названием «Peppermint Twist» (в то время как Маккартни аккомпанировал ему барабанах), однако Бест сетовал, что ему было некомфортно находиться на передней части сцены. Вскоре Вилли Лимпински, бизнес-менеджер Кошмидера, решил, что клуб сможет привлечь больше клиентов, если будет предоставлять аудитории непрерывную живую музыку.
Уильямс предупредил The Beatles о конкуренции, с которой они столкнутся, играя в одном клубе с Hurricanes, сказав: «Вам лучше набраться духу, потому что, когда на сцену выходят Rory Storm and the Hurricanes, вы знаете, насколько они хороши. Они собираются порвать вас в клочья». В начале октября 1960 года график Rory Storm and the Hurricanes был свободен для поездки в Гамбург, где они заменили Derry and the Seniors. Группа прибыла в город 1 октября 1960 года, договорившись о том, что им будут платить больше, чем The Seniors или The Beatles. Каждый день они играли пять или шесть 90-минутных сетов, чередуясь с «Битлами». The Hurricanes были потрясены условиями жизни, c которыми должны были мириться The Beatles и другие группы, такие как Derry and the Seniors (которые спали в одной комнате в задней части «Kaiserkeller»), поэтому они забронировали себе место для проживания в ночлежке для немецких матросов.

#### Конфликты

Джон Леннон гуляет по Репербану в одних трусах

Сцена клуба «Kaiserkeller» была сделана из деревянных досок, расположенных поверх пивных ящиков, поэтому The Hurricanes и The Beatles поспорили между собой, кто первым её сломает. После нескольких дней проверок на прочность на сцене появилась небольшая трещина, и когда Сторм спрыгнул на неё с пианино, она всё-таки сломалась. Джонни «Гитара» Бирн вспоминал, что когда Сторм спрыгнул на сцену, она громко треснула и под ним образовалась V-образное отверстие, куда провалился сам музыкант, а также все музыкальные усилители и часть ударной аппаратуры их барабанщика Ринго Старра. Кошмидер был в ярости, так как на какое-то время ему пришлось заменить живую музыку музыкальным автоматом. Обе группы отправились завтракать в кафе «Harold’s cafe», находившееся через дорогу на Гроссе Фрайхайт, однако за ними последовал швейцар Кошмидера, вооружённый дубинкой, который избил всех музыкантов в качестве наказания.
Вышибалой в ночном клубе Кошмидера был Хорст Фашер (род. 1936, Гамбург), который в 1959 году стал чемпионом Западной Германии по боксу в полулёгком весе, однако его карьера была прервана после того, как он непреднамеренно убил моряка в уличной драке. Впоследствии он стал другом The Beatles и защищал их от пьяных посетителей. Леннон иногда мочился из окна квартиры «Битлов» прямо на улицу и часто начинал конфликтовать, провоцируя зрителей, так что, как правило, кто-нибудь из публики запрыгивал на сцену с целью ударить его, однако Фашер строго следил за безопасностью музыкантов. В некоторых ситуациях в группу бросали пивные бутылки. Также Фашер вспоминал, что Леннон часто приветствовал публику фразой «Хайль Гитлер» и известным нацистским жестом: «Он вытаскивал чёрный гребень и делал вид, что это усы [как у Гитлера]… люди смеялись».
Однажды Леннон отсутствовал на выступлении. Отправившийся его искать Фашер нашёл музыканта в туалете в компании женщины. Вышибала окатил обоих ведром холодной воды, после чего приказал Леннону немедленно выйти на сцену. Гитарист был в ярости и заявил, что не может этого сделать в промокшем насквозь костюме. Фашер огрызнулся: «Мне насрать, ты идёшь на сцену, и мне все равно, даже если ты сделаешь это голым». Через некоторое время зал заревел от смеха. Фашер побежал посмотреть в чём дело, и увидел, что Леннон играет на гитаре в одних трусах с сиденьем от унитаза на шее. Впоследствии Эпстайн попросил ливерпульского журналиста Билла Гарри не публиковать фотографии, на которых Леннон шёл по Репербану в одних трусах. Брат Фашера, Фред, несколько раз пел с «Битлами» песню «Be Bop A Lula» (в качестве ведущего вокалиста), в то время как сам Хорст присоединился к группе во время исполнения «Hallelujah, I Love Her So», впоследствии его приятельские отношения с The Beatles продолжились, когда он перешёл работать в «Star-Club».

#### Уровень исполнения
«Постепенно у нас прибавлялось уверенности в себе. Иначе и быть не могло — у нас появился опыт, мы играли ночи напролет. Хорошо было и то, что нас слушали иностранцы. Нам приходилось стараться вовсю, вкладывать в игру сердце и душу, превосходить самих себя. В то время наши выступления были отличными».
По словам Маккартни, Сатклифф был «типичным студентом из художественной школы» с плохой кожей и прыщами, однако его репутация значительно возросла после того, как он начал носить узкие брюки и тёмные очки Ray-Ban Wayfarer. Визитной карточкой Сатклиффа было вокальное исполнение песни «Love Me Tender», которая вызвала бо́льшую овацию, нежели когда её пели другие «Битлы», что увеличивало трения между ним и Маккартни. Леннон также начал критиковать Сатклиффа; подшучивать над ростом музыканта и его исполнительскими навыками. Хотя Сатклифф часто описывался в биографиях The Beatles как выглядящий на сцене не в своей тарелке и стесняющийся аудитории (из-за чего часто играл спиной к зрительному залу), Бест отрицает это, характеризуя музыканта как «оживлённого» и открытого к публике.
Мастерство The Beatles неуклонно росло во время их пребывания в Гамбурге, что отмечали и другие музыканты, которые находились там в то время. Маккартни вспоминал: «Мы играли все лучше и лучше, послушать нас стали приходить другие группы. Мы особенно гордились, когда из клуба „Top Ten“ (большого клуба, куда мы стремились попасть) пришёл Тони Шеридан или когда Рори Сторм или Ринго оставались на наши выступления. Песня „What’d I Say“ всегда заводила зрителей. Она была одной из лучших в нашем репертуаре». Группа часто исполняла эту композицию, один раз её играли в течение 90 минут без остановки, пока музыканты по очереди уходили за сцену, чтобы привести себя в порядок и взбодриться алкоголем. Сатклифф написал письмо своей матери, в котором отмечал: «С тех пор как мы приехали в Гамбург, мы стали играть в тысячу раз лучше, и Аллан Уильямс, который в то время послушал нас, сказал, что ни одна из ливерпульских групп нам и в подмётки не годится».
В субботу, 15 октября 1960 года, Уильямс организовал сольную запись для Лу Уолтерса (из группы The Hurricanes) в студии Akustik, крохотном помещении на пятом этаже дома 57 по улице Кирхеналлее (The Klockmann-House). Уильямс попросил Леннона, Маккартни и Харрисона сыграть и спеть вокальные гармонии на этой записи. Бест отсутствовал, так как уехал покупать барабанные палочки, так что на ударных пригласили сыграть Старра из The Hurricanes. Это был первый раз, когда Леннон, Маккартни, Харрисон и Старр записались вместе. К концу дня были готовы три песни: «Fever», «September Song» и «Summertime».

### «The Top Ten» и увольнение Беста

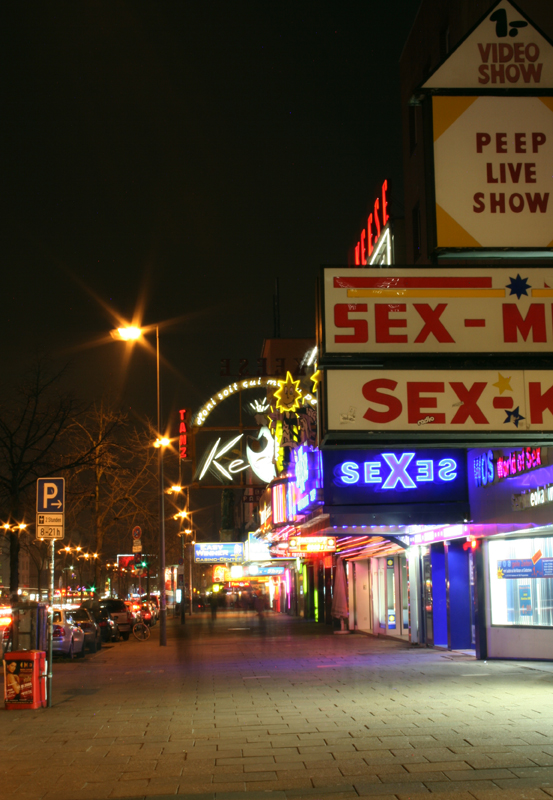
Репербан — центр ночной жизни Гамбурга, местный квартал красных фонарей. Немцы также называют эту улицу «die sündige Meile»

Первоначально называвшийся «Hippodrome» (Репербан дом 136), клуб «The Top Ten» был открыт в 1960 году Питером Экхорном, в свою очередь управляющим клуба был Иэн Хайнс — бывший органист. В конце октября 1960 года The Beatles перешли работать из «Kaiserkeller» в «The Top Ten», так как Экхорн предложил музыкантам лучшие финансовые условия, лучшее оборудование (микрофоны были с реверберацией и эхом) и чуть более удобное место для ночлега (над самим клубом). Хотя для этого группе пришлось разорвать контракт со своим бывшим работодателем. Этот инцидент привёл Кошмидера в ярость и побудил пожаловаться властям на то, что возраст Харрисона не соответствует трудовому законодательству (хотя на тот момент он ещё числился в его клубе), из-за чего 21 ноября 1960 года музыкант был депортирован из страны. Когда Бест и Маккартни вернулись в The Bambi Kino, чтобы забрать свои вещи, они обнаружили, что в комнате не было источников света. Раздосадованные музыканты решили выразить пренебрежение своему бывшему боссу — в полной темноте они отыскали среди своих вещей презерватив, прикрепили его к гвоздю на бетонной стене и подожгли, чтобы осветить помещение и забрать багаж. Хотя инцидент не нанёс никакого реального ущерба, Кошмидер сообщил в полицию о попытке поджога. Впоследствии Маккартни вспоминал: «Однажды вечером мы шли себе по Репербану, как вдруг услышали „та-ти-ти-та“, а потом „Komm mit mir!“ („Следуйте за мной!“)». Бест и Маккартни провели три часа в полицейском участке Дэвидвахе и были депортированы из страны 1 декабря 1960 года. Через несколько дней у Леннона отозвали разрешение на работу, и он поехал домой на поезде. В свою очередь, так как Сатклифф простудился, он остался в Гамбурге. Позже он занял деньги у Астрид Кирхгерр (своей немецкой подруги) на обратный билет в Ливерпуль — уехав из Германии в начале января 1961 года. В Ливерпуле музыканты не контактировали друг с другом на протяжении двух недель, тем не менее Бест и его мать сделали ряд телефонных звонков в Гамбург, чтобы вернуть музыкальное оборудование группы.
После возвращения в Ливерпуль группа провела собрание в «The Casbah Coffee Club» (17 декабря 1960 года), где было решено, что Сатклиффа заменит Чез Ньюби, который в итоге выступил с The Beatles на четырёх концертах. Ньюби был шокирован огромным улучшением техники игры и вокала «Битлов» после пребывания в Гамбурге и был поражён тем, насколько мощным в музыкальном плане стал Бест, мотивировавший остальных музыкантов играть мощнее и громче. Громкий стиль игры Беста на ударных скорее всего развился именно благодаря Маккартни, который часто просил барабанщика в Гамбурге «поддать жару» — играть как можно громче.

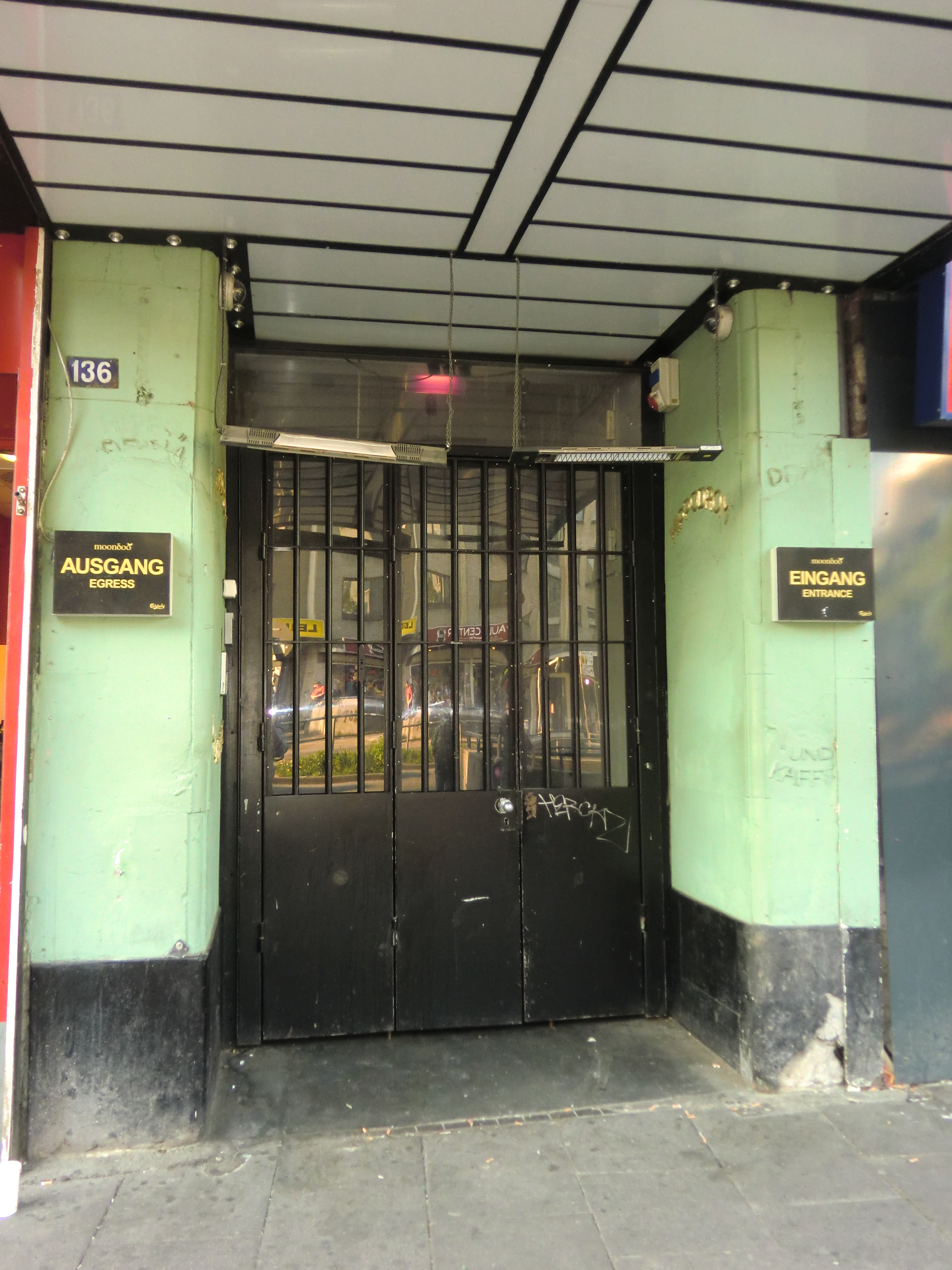
Фасад клуба «The Top Ten» на Репербане (2011 год)

После того как Харрисону исполнилось 18 лет (февраль 1961 года) и иммиграционные проблемы были решены, The Beatles вернулись в Гамбург для возобновления выступлений в клубе «The Top Ten», где пребывали в период с 27 марта по 2 июля 1961 года. Чтобы обеспечить их возвращение, Экхорну пришлось заплатить немецким властям 158 дойчмарок — цену депортации Маккартни и Беста в Ливерпуль. Музыкант Тони Шеридан, также выступавший у Экхорна, впоследствии так описывал условия жизни в клубе: «Джон, Джордж, Пол, Стюарт, Пит и я получили ангажементы от „The Top Ten“. Мы переехали в помещение над клубом и спали на койках. Теперь, когда я оглядываюсь назад, то понимаю, что обстановка была по-настоящему ужасной. Мы сами стирали наши рубашки и носки, так что комната пахла китайской прачечной. Однако для нас это были отличные времена, стыдно признаться, но мы постоянно дразнили и доводили до ручки старую фрау, которая заботилась о нас». В этот приезд в Гамбург музыканты группы начали носить знаменитые битловские причёски. По словам Маккартни: «Это была ещё одна попытка убедить слушателей — „Заходите, мы отлично играем рок-н-ролл“».
Сатклифф решил уйти из The Beatles, чтобы полностью посвятить себя искусству и жить с Кирхгерр, поэтому Маккартни (неохотно) взял на себя роль бас-гитариста группы (причём музыканты решили не искать ему замену). Впоследствии Стюарт поступил в Гамбургский колледж искусств под руководством поп-арт-художника Эдуардо Паолоцци. Сатклифф одолжил Маккартни свой бас Höfner марки President 500/5, с условием, что тот не будет менять струны, поэтому Полу пришлось играть на нём со струнами, расположенными задом наперёд, пока он наконец не приобрёл собственную бас-гитару Höfner, для леворуких. Маккартни купил свой первый бас (Höfner Violin модель 500/1) в музыкальном магазине «Steinway-Haus Music Store», расположенном по адресу Колоннаден дом 29, за 30 фунтов (что эквивалентно 700 фунтов в 2019 году); музыкант не мог позволить себе инструмент фирмы Fender, так как они стоили в районе 100 фунтов (что эквивалентно 2200 фунтам в 2019 году). В свою очередь, Леннон приобрёл новую гитару — Rickenbacker 325 Capri 1958 года — ещё до отъезда Сатклиффа, а Харрисон купил себе усилитель фирмы Gibson.
Одинаковые сиреневые пиджаки, сшитые ливерпульским соседом Маккартни в качестве сценической одежды, быстро износились, как и другие предметы гардероба, поэтому «Битлы» купили себе ковбойские сапоги, джинсы и чёрные кожаные куртки (в ателье на Таденштрассе, дом 9), а также заказали кожаные брюки у портного Пола Хундертмарка (проживавшего по адресу Шпильбуденплац дом 9). Позже Леннон вспоминал: «Во второй раз [прибывания в Гамбурге] у нас было чуть больше денег, поэтому мы купили себе кожаные штаны… мы выглядели как четыре Джина Винсента». В канун 24 декабря 1961 года группе пришлось вернуться в Лондон — музыкантов должны были прослушать в студии Decca. По словам Нила Аспиналла: «Этот Сочельник стал для нас первым, проведённым в Лондоне». Прослушивание продолжалось около двух часов, после чего The Beatles покинули студию и вернулись в отель. Через несколько дней руководство лейбла Decca Records сообщило, что не станет подписывать с The Beatles контракт, аргументируя это тем, что «гитарные группы уже выходят из моды». Вместо этого заключив соглашение с Брайаном Пулом и The Tremeloes.
«Мы пришли к выводу, что нам необходим самый лучший ударник Ливерпуля, а таковым, по нашему мнению, был только этот парень — Ринго Старр, который поменял имя раньше, чем кто-либо из нас, он носил бороду, был взрослым и имел „Зефир-Зодиак“».
В конце концов через свой менеджмент группа договорилась о прослушивании с Джорджем Мартином, во время которого тот попросил заменить Беста «из-за нехватки чувства ритма». По словам бывших коллег, их не устраивали профессиональные качества своего товарища. Так, Леннон сетовал: «Пит был слишком медлительным. Он был милым, безобидным парнем, но он был тугодум. А мы все схватывали на лету. Так что Пит никак не мог угнаться за нами». В свою очередь Маккартни подчёркивал: «Мы знали, что Пит стучит неважно. Он отличался от нас всех, он не был похож на студента. Пит был простой и бесхитростный». Кроме того, Харрисон отмечал бытовые обстоятельства будущей размолвки во время жизни в Гамбурге: «Пит редко проводил с нами время. Когда выступление заканчивалось, он уходил, а мы держались все вместе, а потом, когда с нами сблизился Ринго, нам стало казаться, что теперь нас столько, сколько полагается, и на сцене, и вне сцены. Когда к нам присоединился Ринго, все стало на свои места». Также Леннон говорил, что с Бестом планировалось расстаться с самого начала, когда ему будет подыскана более лучшая кандидатура. Увольнять барабанщика было поручено уже курировавшему группу Эпстайну, так как музыканты опасались возможной драки. Ему на замену был приглашён Ринго Старр, чью «искру Божью» отмечал даже Леннон. Несмотря на то, что в то же время барабанщик получил ряд смежных предложений от таких групп, как Kingsize Taylor and the Dominoes и Gerry & The Pacemakers, он предпочёл The Beatles из-за схожести их материала с его бывшим коллективом.

### «Star-Club»

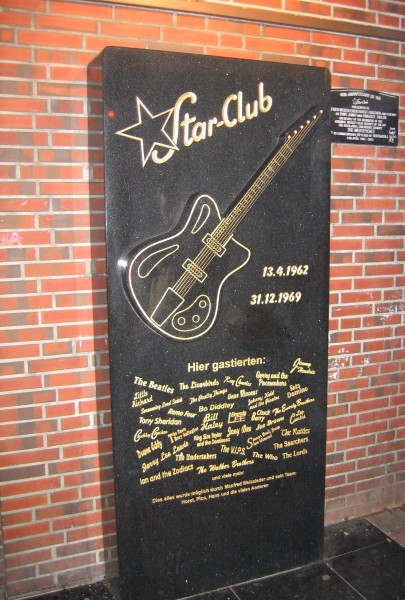
Символический мемориал посвящённый клубу «Star-Club» (на Репербане), закрытого в 1969 году

13 апреля 1962 года The Beatles получили работу в качестве разогревающей группы в новом ночном клубе. Владельцем недавно открытого «Star-Club» был Манфред Вайследер, его помещение вмещало две тысячи человек, также внутри находился кинозал. Когда «Битлам» предложили там выступать, Нил Аспиналл уволился с работы, чтобы стать дорожным менеджером коллектива, поскольку эта должность сулила ему бо́льшие гонорары, нежели пост бухгалтера в Ливерпуле. Он приехал в Германию на своём фургоне марки Commer, на котором впоследствии возил музыкантов. The Beatles вернулись в Гамбург на самолёте, новый контракт должен был продлиться с 13 апреля по 31 мая 1962 года. По прибытии в Германию им сообщили о смерти Сатклиффа.
К моменту заключения второго ангажемента с руководством клуба, который должен был продлиться с 1 по 14 ноября, Старр уже был барабанщиком группы. На этот раз The Beatles останавливались в отеле «Hotel Germania» (Детлев-Бремер-штрассе дом 8), впервые заселившись в отдельные номера. Во время третьей командировки в «Star-Club» группа поселилась в гостинице «Pacific» (Нойер Пфедермаркт дом 30), на этот раз их контракт продлился с 18 оп 31 декабря 1962. Впоследствии Харрисон вспоминал: «Мы приехали выступать в „Star-Club“, большом, замечательном зале с отличной аппаратурой. На этот раз мы жили в отеле. Помню, идти до клуба было далеко, он находился в конце Репербана, где он поворачивает к городу. Там мы пробыли пару месяцев». Отрывки их финальных выступлений в Гамбурге были записаны на портативный рекордер приятелем Теда Тейлора из группы The Dominoes, которая тоже выступала в этом клубе. В 1977 году материал был выпущен лейблом Bellaphon на территории Западной Германии, под названием Live! at the Star-Club in Hamburg, Germany; 1962, впоследствии его переиздавали в различных форматах под разными названиями.
Во время работы в «Star-Club» в концертный репертуар The Beatles входили следующие песни (в скобках указан ведущий вокалист):
«I Saw Her Standing There» (Маккартни)
«Roll Over Beethoven» (Харрисон)
«Hippy Hippy Shake» (Маккартни)
«Sweet Little Sixteen» (Леннон)
«Lend Me Your Comb» (Леннон)
«Your Feet’s Too Big» (Маккартни)
«Red Sails in the Sunset» (Маккартни)
«Everybody's Trying to Be My Baby» (Харрисон)
«Matchbox» (Леннон)
«Talkin' 'Bout You» (Леннон)
«Shimmy Shimmy» (Маккартни)
«Long Tall Sally» (Маккартни)
«I Remember You» (Маккартни)
«I'm Gonna Sit Right Down and Cry (Over You)» (Леннон)
«Where Have You Been All My Life» (Леннон).
«Twist and Shout» (Леннон)
«Mr. Moonlight» (Леннон)
«A Taste of Honey» (Маккартни)
«Besame Mucho» (Маккартни)
«Reminiscing» (Харрисон)
«Kansas City» (Маккартни)
«Nothin' Shakin' But the Leaves On a Tree» (Харрисон)
«To Know Her is to Love Her» (Харрисон или Леннон)
«Little Queenie» (Маккартни)
«Falling in Love Again» (Маккартни)
«Ask Me Why» (Леннон)
«Hallelujah I Love Her So» (менеджер клуба Хорст Фашер)
«Be-Bop-A-Lula» (Фред Фашер, брат Хорста)
«Till There Was You» (Маккартни)
«Sheila» (Харрисон).

### Секс, наркотики и рок-н-ролл
«В то время мы открыли для себя таблетки-стимуляторы. Только благодаря им мы и могли играть подолгу. Они назывались «пре́людин», мы покупали их из-под полы. Нам и в голову не приходило, что мы поступаем неправильно, мы по-настоящему взбадривались, и это продолжалось по нескольку дней кряду. Мы и выжили исключительно благодаря пиву и прелюдину».
По словам Маккартни, до приезда в Гамбург «Битлы» имели половую близость только с девушками из Ливерпуля, но когда они прибыли в Германию, единственными женщинами, которые находились в клубах поздно вечером, были стриптизёрши, танцовщицы либо проститутки. Музыкант пояснял: «Мы-то привыкли к своим скромным ливерпульским подружкам, а в Гамбурге было иначе — если ты знакомился с девушкой, она обязательно оказывалась стриптизёршей. Только такого сорта публику можно было встретить там в столь позднее время… Внезапно оказаться в среде прожжённых стриптизёрш […] это было настоящим открытием». В свою очередь, Харрисон (которому на тот момент было всего 17 лет и который лишился  девственности в Германии) назвал Гамбург «самым развратным городом в мире». Джерри Марсден — фронтмен группы Gerry & the Pacemakers — вспоминал, как посетил с Ленноном гамбургский бордель на Гербертштрассе: «Мы заплатили деньги, вошли и сели. Пришёл парень [сутенёр] с самой толстой дамой, которую мы когда-либо видели. Она была похожа на автобус в лифчике. Мы выскочили за дверь так молниеносно, что не услышали, как она закрылась. Я хотел вернуться за деньгами, но Джон сказал: „Нет, лучше не надо. [У нас] могут возникнуть проблемы“».
В Гамбурге The Beatles впервые попробовали пре́людин. Так как музыкантам приходилось играть в течение нескольких часов подряд, Шеридан предложил им таблетки, сказав: «Есть кое-что, что поможет не заснуть». Астрид Кирхгерр также снабжала Сатклиффа и «Битлов» фенметразином, который, после употребления с пивом, вызывал у них эйфорию и помогал бодрствовать до раннего утра. Харрисон отмечал, что у них «иной раз даже до пены изо рта доходило» и порой музыканты могли не спать по нескольку дней кряду. Леннон вспоминал: «В Гамбурге у всех официантов всегда был прелюдин и разные другие таблетки, но я запомнил прелюдин, потому что он действовал дольше других […]. Когда официанты видели, что музыканты валятся с ног от усталости или спиртного, они сами давали нам таблетки. Ты принимал таблетку, начинал болтать, мгновенно трезвел и мог работать почти безостановочно, пока не прекращалось действие таблетки и не приходилось принимать следующую». По словам Маккартни, обычно он принимал одну, в свою очередь Леннон — четыре или пять.
Легально приобрести прелюдин можно было только по рецепту врача, однако мать Кирхгерр смогла получить его у местного аптекаря, который продавал препарат, не вдаваясь в подробности. Впоследствии Эпстан попросил у Вайследера (владельца клуба «Star-Club») не публиковать фотографии, где группа дурачится с ингаляторами, наполненными прелюдином. По словам Старра, также в Гамбурге можно было легко достать дексидрин — стимулирующее средство, отгоняющее сон и повышающее концентрацию, в сочетании со снижением усталости и аппетита. Харрсисон отмечал, что таблетки «вряд ли содержали амфетамин, но тем не менее возбуждали. Поэтому мы привыкли быть взвинченными. Мы словно обезумели, потому что пили без меры, неистово играли, а нам ещё давали эти таблетки. Помню, я лежал в постели, потея от прелюдина, и думал: „Почему мне не спится?“».

## Записанный материал

The Beatles выступают с Тони Шериданом (справа)

Первой записью The Beatles стал сингл «My Bonnie», записанный в Гамбурге с Тони Шериданом, который также был резидентом клуба «The Top Ten». Он нанял «Битлов» в качестве аккомпанирующей группы на серию записей для немецкого лейбла Polydor Records, треков, спродюсированных известным немецким композитором Бертом Кэмпфертом. 22 июня 1961 года Шеридан и The Beatles отправились в Харбург (около 30 минут езды от Гамбурга), в концертного зал Friedrich-Ebert-Halle, где им заплатили 330 немецких марок (около 75 долларов) за работу. Во время первой сессии, которая состоялась в тот же день, Кэмпферт подписал с группой однолетний контракт на выпуск материала для лейбла Polydor. Следующие студийные записи группы состоялись 23 июня и в мае 1962 года.
Сингл «My Bonnie» (нем. «Mein Herz ist bei dir nur») был выпущен лейблом Polydor Records 31 октября 1961 года. В западногерманских чартах он фигурировал под заголовком «Tony Sheridan and the Beat Brothers» (нем. Tony Sheridan und die Beat Brothers) — общее название для исполнителей, которые записывались в качестве аккомпанирующей группы Шеридана. Позже Маккартни отмечал: «Это название никому не понравилось, и нам предложили: „Лучше назовитесь просто The Beat Brothers, так будет понятнее немецким слушателям“. Мы согласились, и у нас появилась пластинка». 5 января 1962 года песня была выпущена в Великобритании, несколько экземпляров также были изданы американским лейблом Decca Records.

### Брайан Эпстайн
«Брайан зашёл послушать нас. Помню, диджей Боб Вулер объявил: „Среди нас сегодня находится мистер Эпстайн, владелец магазина NEMS“. И все закричали: „Ого! Вот это круто!“».
«My Bonnie» должна была привлечь внимание The Beatles к ключевой фигуре в их дальнейшем развитии и коммерческом успехе, Брайану Эпстайну. В сентябре 1961 года Харрисон получил песню на немецкой грампластинке, которую ему прислал Сатклифф, на тот момент всё ещё находившийся в Гамбурге. Харрисон одолжил её Бобу Вулеру (диджею клуба «Cavern Club»), который начал включать её в свои музыкальные программы на различных мероприятиях. 28 октября 1961 года 18-летний Рэймонд Джонс поинтересовался об этой песне у 27-летнего Эпстайна, который работал на должности менеджера звукозаписывающего отдела музыкального магазина «NEMS» на Уайтчепел-стрит в Ливерпуле. Эпстайн ничем не смог помочь юноше, так как в его картотеке не было никаких данных ни о записи, ни о самой группе. На следующий день две девушки снова попросили его продать ему пластинку с этой песней, на этот раз упомянув, что они видели The Beatles на выступлении в клубе «Cavern Club», расположенном на соседней Мэтью-стрит. Впоследствии Алистер Тейлор (ассистент Эпстайна) утверждал, что эта история была выдуманной и что это он использовал псевдоним «Джонс», чтобы заказать копии пластинки.

Основатель газеты Mersey Beat Билл Гарри позднее отверг историю о том, что Эпстайн не знал кто такие The Beatles, так как он в течение долгого времени обсуждал с Эпстайном эту группу (Гарри больше всего продвигал этот коллектив в своей газете) и Пола Маккартни, отмечая: «Брайан [Эпстайн] отлично знал, кто такие The Beatles, они были на первой странице второго выпуска „Mersey Beat“». В конце концов интерес к пластинке привёл Эпстайна в «Cavern Club», куда он отправился вместе с Тейлором 9 ноября 1961 года во время обеденного перерыва. Сначала ему не понравилось тёмное, сырое помещение клуба, но после шоу он подошёл и поздравил «Битлов» с выступлением. По воспоминаниям Харрисона: 
Он стоял в глубине зала и слушал, а потом зашёл к нам в раздевалку. Мы решили, что он шикарный и богатый человек, — это моё первое впечатление от Брайана. Он хотел поработать с нами, но мне всё-таки кажется, что он приходил к нам ещё несколько раз, прежде чем решил стать нашим менеджером.

## Астрид Кирхгерр, Клаус Форман, Юрген Фолльмер

Слева направо: Клаус Форман, Хайнц Кислинг и Астрид Кирхгерр

Астрид Кирхгерр, Клаус Форман и Юрген Фолльмер были одними из первых немецких поклонников The Beatles, после того как услышали выступления группы в «Kaiserkeller». Кирхгерр, подруга Формана, поначалу пришла в ужас от мысли о том, чтобы отправиться в район с такой дурной репутацией, однако Форман, несколько раз посмотрев шоу The Beatles без неё, в конце концов убедил девушку тоже посетить их выступление. После традиционного джаза, музыки The Platters и Нэта Кинга Коула, рок-н-ролл, который играли The Beatles, казался для них совершенно новым жанром. Трое друзей посещали «Kaiserkeller» почти каждый вечер, приходя около 21-го часа и занимая столик перед сценой. Кирхгерр, которой тогда было 22 года, позже отмечала: «Это было похоже на карусель в моей голове, они выглядели совершенно потрясающе… Вся моя жизнь изменилась за пару минут. Всё, чего я хотела, это быть с ними и узнать их поближе». Сатклифф был очарован Кирхгерр, позже Билл Гарри писал, что когда Кирхгерр входила в комнату, каждый кто находился в ней тут же поворачивал голову в её сторону. Впоследствии Сатклифф написал своему другу письмо, где утверждал, что не мог отвести от девушки глаз, когда она впервые вошла в клуб — во время перерыва он попытался найти её, чтобы поговорить, однако к тому моменту она уже покинула заведение.
Кирхгерр спросила The Beatles, не возражают ли они, если она проведёт с ними фотосессию, что произвело на музыкантов большое впечатление, поскольку у других групп были только снимки, сделанные их друзьями. На следующее утро Кирхгерр сделала фотографии группы в ярмарочном парке под названием «Der Dom», который находился недалеко от Репербана. Вскоре Кирхгерр начала встречаться с Сатклиффом, и они обручились в ноябре 1960 года.
«Все они были замечательными людьми. Нам повезло познакомиться с ними, поскольку они оказались более образованными, чем остальные местные ребята. Они высоко ценили нас, но и сами по себе были артистичными и интересными. Они принадлежали к богеме Гамбурга».
Кирхгерр приписывают изобретение знаменитых «битловских причёсок», хотя она сама отрицала это. В 1995 году она сказала на радио Би-би-си: «Все мои друзья в художественной школе бегали со стрижками, которую вы называете „битловской стрижкой“, и у моего тогдашнего парня, Клауса Формана, была такая же прическа, и Стюарту [Сатклиффу] она очень понравилась. Он был первым, у кого хватило наглости избавиться от помады для волос и попросить меня подстричь ему волосы. У Пита [Беста] была очень кудрявая шевелюра, и ему стрижка не подошла». 10 апреля 1962 года Сатклифф был доставлен в больницу — после потери сознания и сильных головных болей. Кирхгерр ехала с ним в машине скорой помощи, но молодой человек умер до того, как его смогли доставить в больницу. Три дня спустя Кирхгерр встретила The Beatles в гамбургском аэропорту и сообщила им, что Стюарт скончался от кровоизлияния в мозг.
В 1966 году Леннон попросил Формана нарисовать обложку для альбома The Beatles Revolver. Впоследствии Формана также приглашали в качестве бас-гитариста на сольные записи каждого из «Битлов». В 1995 году Форман стал автором обложки тройного альбома «The Beatles Anthology». В 1999 году Кирхгерр опубликовала книгу под названием «Hamburg Days» (с англ. — «Гамбургские дни», двухтомное лимитированное издание), в которой содержались сделанные ей фотографии, а также «ностальгические рисунки», созданные Форманом на основе его воспоминаний о прибывании The Beatles в Гамбурге.

## Последующие годы

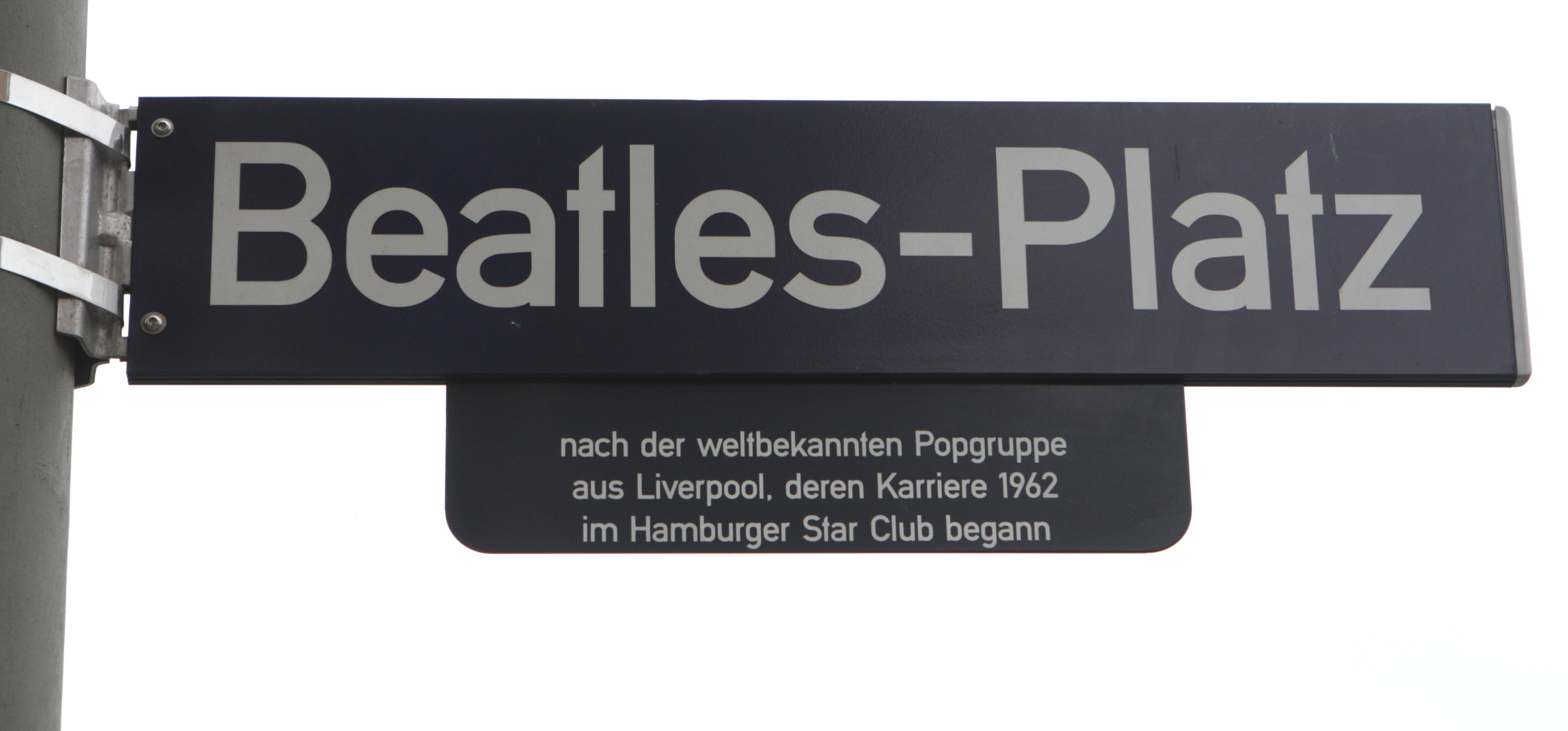
Уличный указатель

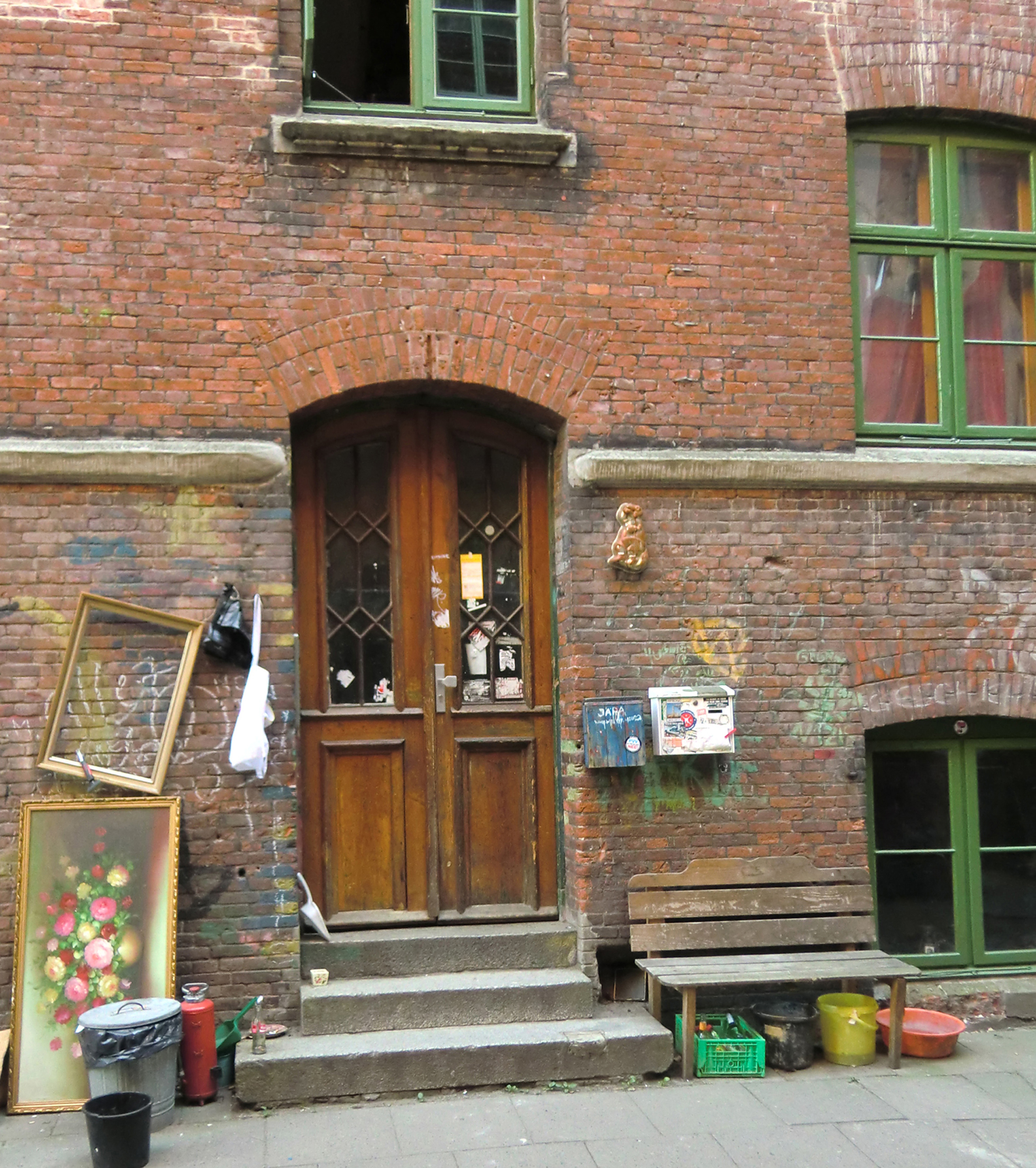
Знаменитый дверной пролёт на Волльвилльштрассе 22 (2011 год)

The Beatles вернулись в Гамбург в июне 1966 года, остановившись в Тремсбюттельском замке (Шлосштрассе дом 10), и отыграли два шоу в концертном зале «Ernst-Merck-Halle» 26 и 27 июня. Позже Леннон сказал: «Возможно я и родился в Ливерпуле, но вырос я в Гамбурге». Благодаря Леннону дверь бара «Jäger-Passage» на Волльвилльштрассе 22 стала местом паломничества туристов со всего мира, после того как он позировал возле неё для фотографии, которая позже была использована на обложках его альбомов Rock ’n’ Roll и Rock ’n’ Roll Sessions. На фото Леннон стоит в дверном проёме позади трёх размытых фигур, идущих вдоль улицы. Эти фигуры — Маккартни, Харрисон и Сатклифф Снимок был сделан Юргеном Фоллмером, в период когда The Beatles выступали в клубе «The Top Ten».
Позже «Битлы» по-разному делились своими воспоминаниями о жизни в Гамбурге; так, Леннон вспоминал: «Мы пережили гамбургскую сцену и собирались завязать. Два последних приезда в Гамбург мы вспоминали с отвращением. Эта сцена нас достала. Брайан [Эпстайн] заставил нас вернуться, чтобы выполнить условия контракта, — поступив по-своему, мы нарушили бы их, но мы считали, что ничем и никому не обязаны; это мы превратили все эти клубы во всемирно известные». У Харрисона были положительные воспоминания об этом периоде: «Теперь, оглядываясь назад, я вынужден признать, что гамбургский период граничил с лучшим временем в истории The Beatles. У нас не было никакой роскоши, ванных комнат и одежды, мы были неряшливы и ничего не могли себе позволить, но, с другой стороны, мы ещё не успели прославиться, поэтому не знали, сколько минусов приносит с собой слава». В свою очередь, Маккартни относился к тому времени философски: «Гамбург для нас — одно из ярких воспоминаний молодости. Но по-моему, со временем любое воспоминание становится ярче. В Гамбурге нам жилось здорово, но, думаю, я почувствовал себя лучше только потом, на следующем этапе нашей карьеры, когда стали популярными наши записи».
В 2008 году в Гамбурге состоялось открытие «Площади The Beatles» (нем. Beatles-Platz), расположенной на пересечении улиц Репербан и Гроссе Фрайхайт, включающая композицию из пяти скульптур «Битлов» выполненных из нержавеющей стали. Затраты на строительство составили €550,000 ($776,000), из которых €200,000 были предоставлены спонсорами и народными меценатами. Инициатором проекта выступила местная радиостанция Oldie 95, в 2001 году. Во время открытия мемориала бургомистр Гамбурга Оле фон Бойст обратился к жителям города со словами: «Пришло время, чтобы Гамбург почтил память этой великой группы». Площадь выложена в форме виниловой пластинки; при ночном освещении она напоминает вращающийся диджейский пульт. Так как, по задумке автора, фигуры музыкантов изображены только в общих чертах, прототипом ударника может быть как Пит Бест, так и Ринго Старр. В период с 2009 по 2012 годы в Гамбурге также функционировал музей Beatlemania Hamburg, посвящённый творчеству The Beatles, с выставкой, расположенной в непосредственной близости от площади. Однако он был закрыт «из-за низкого интереса».
В 2020 году, в честь 60-летия первого концерта The Beatles в Гамбурге, в клубе «Indra» был проведён онлайн-стрим «Stream & Shout» с исполнением песен группы.
Художественный фильм «Пятый в квартете» (1994) посвящён периоду выступления The Beatles в Гамбурге. Картина завоевала несколько престижных наград и впоследствии была переработана в пьесу.